# Arie (chanteuse)
Pour les articles homonymes, voir Arie (homonymie).
Arie, de son vrai nom Arisa Nakama (仲間愛里紗, Nakama Arisa, née le 21 août 1984), est une chanteuse japonaise, qui débute sous le nom ARISA avec les groupes d'idoles japonaises J-pop Folder en 1997, puis Folder5 en 2000. Après la séparation du groupe en 2003, elle se lance dans une carrière solo plus "folk" en indépendante en 2005, sous le pseudo arie.

## Discographie
Singles
- Find you (2006/09/06)
- Negai Rocket (ネガイロケット)  (2006/12/06)
- Boku wa... (僕は…。) (2007/07/25)
- scooop!!-001 (2008/2/1)
- scooop!!-002 (2008/3/1)
- scooop!!-003 (2008/5/1)

Titres sur des compilations
- une chanson sur les albums Cover Lover (Bossa) vol.2, 3 et 4 (2005-2006)
- une chanson sur les 4 albums The Best Of Bossa Covers (2006-2008)